# جبهة التحرير الإريترية
حركة التحرير الإريترية تم تأسيسها أثناء الاحتلال الإثيوبي لإريتريا في أواخر عام 1958، اضطر عدد كبير من العمال الإريتريين إلى الهجرة إلى الدول المجاورة، وبادر عدد منهم إلى تأليف تنظيم ثوري حمل اسم حركة التحرير الإريترية واتخذ قاعدة له في بور سودان، وشيئً فشيئً توسعت الخلايا السرية لهذا التنظيم إلى الكثير من المدن الإريترية. ثم شهد عام 1960 أول تأليف للجبهة بين العمال والطلبة الإريتريين في المشرق العربي، وانتقل نشاطه في العام التالي إلى المرتفعات الإريترية إثر الانتفاضة التي قادها حامد إدريس عواتي في 1 سبتمبر 1961 مع بضعة مقاتلين يحملون بنادق إيطالية عتيقة، وقد تبنت الجبهة تلك الانتفاضة لتحولها في مدى سنوات قليلة إلى ثورة مسلحة منظمة انسجاماً مع أهداف التحرير التي حددها دستور الجبهة. في مقدمتها الاستقلال الوطني الكامل عن طريق الكفاح المسلح المدعم بجهود سياسية ودبلوماسية في الخارج. واختار المؤسسون أن يكون إدريس محمد آدم أول رئيس للجنة التنفيذية للجبهة. وقد تطور الكفاح المسلح بإمكانات ذاتية بسيطة وبدعم من بعض الأقطار العربية، وفي مقدمتها سوريا، إلى مقاومة حملات قمع وإبادة إثيوبية شرسة شملت مئات الألوف من الضحايا الإريتريين، واتسمت بعض تلك الحملات باتباع سياسة الأرض المحروقة للقضاء على المحصولات الزراعية وقتل المواشي، وإبادة المواطنين بالجملة من دون تمييز، كما حدث في حملات 1967 و1970 و1974 و1975 على التوالي فشردت أعداداً كبيرة من الإريتريين في الصحارى والغابات، وعبرت أعداد أخرى الحدود إلى السودان، الأمر الذي أدى إلى نشوء مشكلة اللاجئين الإريتريين هناك، في حين سيطرت حركة المقاومة الإريترية على معظم الريف الإريتري، وتمكنت من تحرير بعض المدن، وكانت سيطرة جبهة التحرير تتسع أو تتقلص بحسب ظروف المواجهة وتطوراتها. وفي هذا السياق، عقدت حركة المقاومة الوطنية الإريترية أكثر من مؤتمر لها في الأراضي المحررة، ولم تنج من التعدد والانقسامات التي فرضها تباين منعكس المعاناة الداخلية، ورواسب المجتمع والتداخلات الخارجية أحياناً.
إثر سقوط نظام منغستو هايله مريم في إثيوبيا بتاريخ 25 مايو 1991 ، وفي الوقت الذي أصبحت فيه إريتريا على عتبة الاستقلال، شهدت الساحة الإريترية صراعات داخلية أفرزتها التعددية السياسية في بنية حركة التحرر، ويعد تنظيم الجبهة الشعبية لتحرير إريتريا من أكبر التنظيمات وأقواها على الساحة، إضافة إلى تنظيمات أخرى أهمها: (جبهة التحرير الإريترية - التنظيم الموحد، وجبهة التحرير الإريترية - المجلس الثوري، وجبهة التحرير الإريترية - المجلس الوطني).
وعلى الرغم من المراهنة على تفجر الصراعات الداخلية بين فصائل التحرير، فإن ظاهرة الاختلاف ليست من الحدة والتناقض بحيث تعيق الوحدة الوطنية المنشودة لقوى الثورة، ولاسيما أن دروس التاريخ المريرة وقسوة المعاناة قد وحدت شعور المواطنة الإريترية الغالبة. وسيبقى أثر هذا العامل حصانة أساسية بوجه المؤامرات التي يمكن أن تتعرض لها الوحدة الوطنية بعد انهيار نظام منگستو في إثيوبية وسيطرة فصيل الجبهة الشعبية لتحرير إريترية على الحكم في الوطن الإريتري، وتشكيلها للحكومة الإريترية المؤقتة برئاسة الأمين العام للجبهة «اسيس أفورقي». ومن أبرز مهام هذه الحكومة مواجهة تراكمات الاحتلال المديد ومخلفاته وإجراء الاستفتاء العام وإعلان الاستقلال.
تحقق للإريتريين النصر والاستقلال والسيطرة على العاصمة أسمرة في عام 1993. أجري على أثره الاستفتاء في العام المذكور، فكانت نتيجته إجماع شبه تام (99.8٪) لصالح الاستقلال الكامل. وهكذا أعلن استقلال إريترية في نيسان من عام 1993، واعترفت بها دول كثيرة.

## المصدر
- <http://www.marefa.org/index.php/جبهة_التحرير_الإريترية>